# Onaithos
Onaithos (altgriechisch Ὄναιθος) war ein griechischer Bildhauer, der vermutlich in der zweiten Hälfte des 5. Jahrhunderts v. Chr. tätig war.
Nach dem Bericht des Pausanias schuf er mit seinem Bruder Thylakos, seinem Sohn und dem Sohn des Thylakos eine Statue des Zeus, die im Zeusheiligtum von Olympia aufgestellt war. Die Statue war eine Weihgeschenk der Megarer und stand im Bereich eines Eingangs zur Altis, der sich nahe dem Bouleuterion befand. Über die Herkunft oder die Wirkungszeit des Onaithos macht Pausanias ausdrücklich keine Angaben, seine Schaffenszeit wird jedoch in der zweiten Hälfte des 5. Jahrhunderts v. Chr. angenommen.